# Nellingen
Nellingen est une commune de Bade-Wurtemberg (Allemagne), située dans l'arrondissement d'Alb-Danube, dans la région Donau-Iller, dans le district de Tübingen.

## Personnalités nés à Nellingen
- Johann Albrecht Widmannstetter